# Richard Carle
Richard Carle, född 7 juli 1871 i Somerville, Massachusetts, död 28 juni 1941 i North Hollywood, Kalifornien, var en amerikansk skådespelare. Carle var en flitigt anlitad birollsaktör i Hollywoodfilmer och kom totalt att medverka i över 130 filmer.

## Filmografi (i urval)
- 1928 – Habeas Corpus
- 1930 – Bröllopsnatten
- 1932 – En timme med dig
- 1934 – Vårflugan
- 1935 – Tillbaka till livet
- 1936 – På de anklagades bänk
- 1937 – Kunna dessa ögon ljuga?
- 1939 – Ninotchka
- 1939 – Jag svär vid mina ögon
- 1940 – Skojare gör karriär
- 1940 – Sju syndare
- 1940 – Spöket reser hem
- 1941 – Hemliga Higgins
- 1941 – Korsdrag i paradiset